# S.P.L. Sørensen
Søren Peter Lauritz Sørensen (født 9. januar 1868 i Havrebjerg ved Slagelse, død 12. februar 1939 i Charlottenlund) var en dansk kemiker, kendt for fastlæggelsen af pH-skalaen for syrer og baser.
Han blev student fra Sorø Akademi 1886, modtog Københavns Universitets Guldmedalje 1889 og 1895, var assistent ved Danmarks geologiske Undersøgelse 1890-91 og 1893, blev mag.scient. 1891 og var dernæst assistent ved Polyteknisk Læreanstalts kemiske laboratorium 1892-1901. Han var militærkemisk konsulent for Orlogsværftet 1896-1902, blev dr.phil. 1899 (studier over koboltidoxalater) og i 1901 overtog han stillingen som forstander for den kemiske afdeling af Carlsberg Laboratoriet.
Han repræsenterede Danmark i den internationale Analysekommission, blev medlem af Videnskabernes Selskab 1906, af Videnskabs-Selskabet i Kristiania 1909, af Kungliga Fysiografiska Sällskapet i Lund 1909, af Vetenskaps-Societeten i Uppsala 1916, af Vetenskapsakademien i Stockholm 1921 og tildeltes Ørsted-Medaljen 1909. 1918 blev han æresdoktor ved Lunds Universitet og var æresmedlem af Chemical Society, London (1920), Sociéte chimique de France, Paris (1921), af American Chemical Society (1924), af American Academy of Arts and Sciences, Boston (1928), af Finska Vetenskaps-Societeten (1928), af Dansk Medicinsk Selskab i København (1922), af Brygmesterforeningen (1926), af Svenska Bryggareföreningen (1920) og af Institute of Brewing, London (1927).
Han er kendt som manden, der introducerede pH-begrebet og er i øvrigt den danske videnskabsmand, der flest gange har været indstillet til Nobelprisen, som han dog aldrig oplevede at modtage. Han var Kommandør af 2. grad af Dannebrog og Dannebrogsmand.
Sammen med Johannes Nicolaus Brønsted, var Sørensen en af dem der bragte Danmark i front med pH-begrebet.
Det lykkedes Sørensen at overtale Radiometer Copenhagen til at producere et elektronisk pH-meter i 1937. På Radiometer Copenhagen (Radiometer Medical ApS) findes i dag et pH-referencelaboratorium.
Han var formand for bestyrelsen for Emil Chr. Hansen-Fondet 1911 og Pasteur-Selskabet 1922 samt bestyrelsesmedlem i A/S De Danske Spritfabrikker fra 1916, A/S Dansk Gærings-Industri fra 1919 og A/S De Danske Sprængstoffabrikker fra 1929. Han var medlem af direktionen i Selskabet for Naturlærens Udbredelse 1914. Han var præsident for Videnskabernes Selskab fra 1938-1939.
Den 29. maj 2018 blev Sørensen hædret med en Google Doodle for at have fastlagt pH-skalaen.